# Walka byków w miasteczku
Walka byków w miasteczku lub Wiejska corrida (hiszp. Corrida de toros en un pueblo) – obraz olejny hiszpańskiego malarza Francisca Goi.
Dzieło przedstawia scenę walki byków rozgrywającą się w małej miejscowości. Należy do serii czterech obrazów gabinetowych o zbliżonych rozmiarach, wykonanych farbą olejną na desce z tropikalnego drewna. Seria przedstawia różne tematy, ale ich wspólną myślą przewodnią jest szaleństwo. Obrazy te najprawdopodobniej nie powstały na zamówienie, lecz z inwencji malarza. Nie wiadomo, kiedy dokładnie powstały, są datowane na okres po francuskiej okupacji. Należą do kolekcji Królewskiej Akademii Sztuk Pięknych św. Ferdynanda w Madrycie.

## Okoliczności powstania
Obraz należy do serii czterech dzieł gabinetowych o niewielkich rozmiarach namalowanych na desce. W jej skład wchodzą także: Procesja biczowników, Trybunał Inkwizycji i Dom wariatów. Zbliżony tematycznie i technicznie jest też obraz Pogrzeb sardynki, włączany do tej serii przez niektórych badaczy. Dzieła powstały jako tematycznie powiązany cykl „kaprysów i inwencji”, którego myślą przewodnią jest szaleństwo. Irracjonalizm we wszystkich jego przejawach był stałym tematem w sztuce Goi. Często pojawia się na rysunkach, w których artysta ironicznie ukazuje postaci uważające się za mądrzejsze lub bardziej cywilizowane od innych. Wcześniejsze przykłady malarskie to Dziedziniec szaleńców (1793–1794) i Szpital dla trędowatych (1806–1808). Obrazy tematycznie są bliskie czarnej legendzie Hiszpanii. Przedstawiają niektóre aspekty życia w Hiszpanii początków XIX wieku, które zwolennicy oświecenia i liberałowie próbowali zreformować. Zaciekła krytyka społeczeństwa wydaje się być objawem gniewu i smutku, odczuwanego po wojnie i przywróceniu absolutystycznej monarchii przez Ferdynanda VII. Pesymistyczna wizja jest też naznaczona osobistym kryzysem malarza związanym z chorobą i śmiercią jego żony Josefy Bayeu w 1812 roku. Walka byków jest spośród tych scen najmniej przerażająca i najprostsza w interpretacji zarówno pod względem formy, jak i treści. Goya nawiązuje do tematów ze starszej serii obrazów gabinetowych namalowanych w 1793 roku, zawierającej m.in. osiem scen walk byków.
Goya był wielkim miłośnikiem korridy, świadczą o tym liczne kompozycje przedstawiające walki byków wykonane w różnych technikach i pojawiające się regularnie w kolejnych etapach jego kariery. Wykonał też portrety znanych toreadorów jak Matador Pedro Romero i Toreador José Romero, a samego siebie umieścił na projekcie tapiserii La Novillada przedstawiającym korridę młodych byków. Pomimo tego, Goya nie przedstawiał korridy jako pozytywnej rozrywki; dzieła o tym temacie zawierają wyraźną krytykę irracjonalnej brutalności i okrucieństwa. W Hiszpanii korridy przyciągały widzów ze wszystkich klas społecznych i były znane z licznych ekscesów. Od czasów Filipa V wydano kilka dekretów królewskich, które w myśl oświecenia zabraniały zabijania byków, a nawet samego spektaklu. Również Karol IV powtórzył zakaz w 1805 roku. Oficjalne zakazy były akceptowane wśród arystokracji, ale ignorowane przed lud, który nadal masowo uczestniczył w korridach odbywających się w całej Hiszpanii i koloniach.

## Datowanie

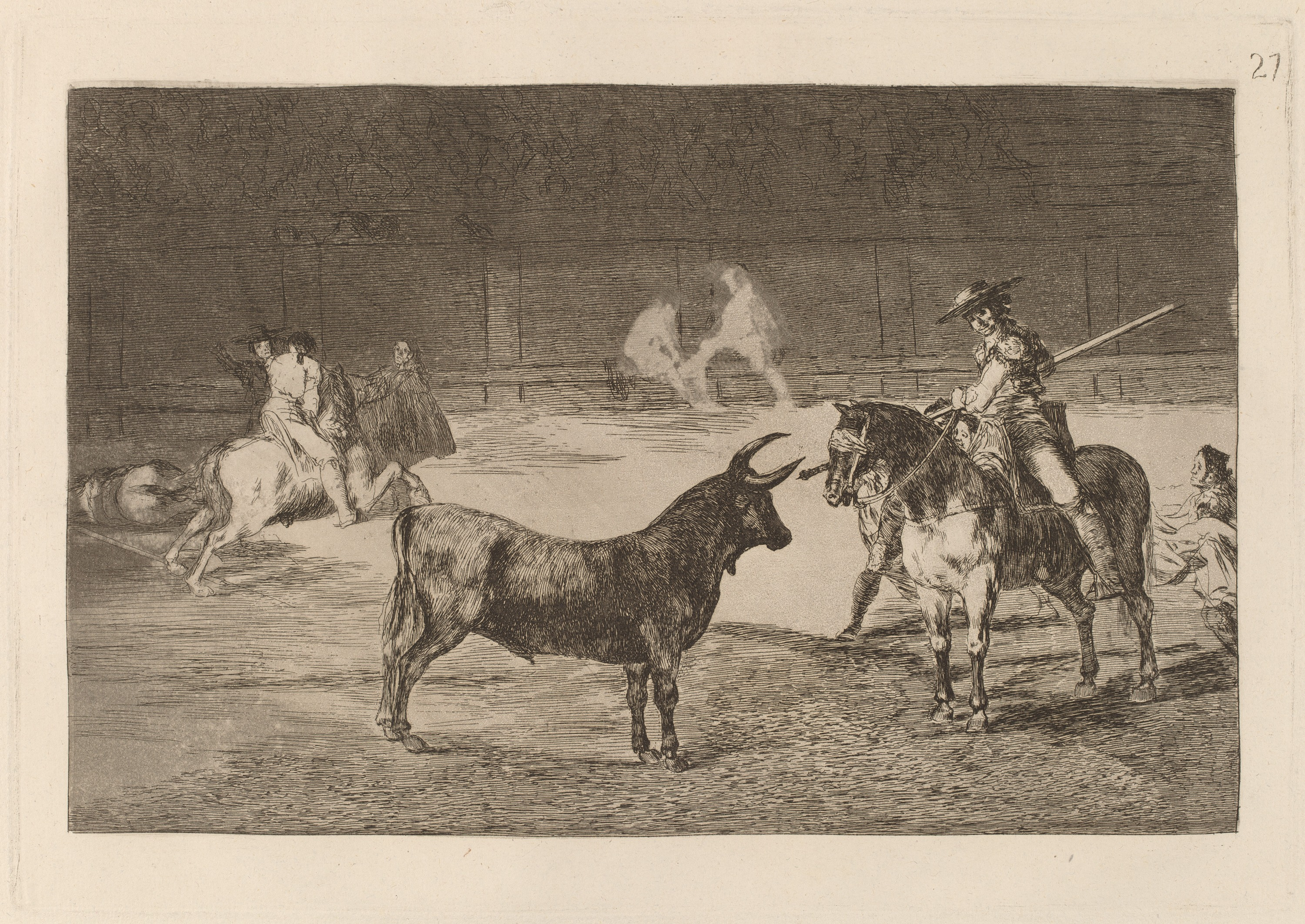
Sławny Fernando del Toro za pomocą lancy zmusza zwierzę do posłuszeństwa, Tauromachia, rycina nr 27

Brak dokładnych danych o okresie powstania tej serii obrazów, pierwsza udokumentowana wzmianka o nich pochodzi z testamentu kolekcjonera Manuela Garcíi de la Prady sporządzonego w 1836 roku. Ramy czasowe ustalone na podstawie stylu i tematyki dzieł obejmują okres wojny niepodległościowej toczonej w latach 1808–1814 i następujący po niej czas nasilonych represji ze strony króla Ferdynanda VII trwających do 1820–1821 roku. Był to okres oskarżeń o kolaborację, przesłuchań i czystek na królewskim dworze. Także ponura atmosfera tych prac sugeruje, że zostały namalowane po odzyskaniu tronu przez króla Ferdynanda VII w 1813 roku. Od listopada 1814 do kwietnia 1815 roku Goya żył w niepewności, czy zeznania jego przyjaciół wystarczą, aby oczyścić jego imię. Ostatecznie nie poniósł konsekwencji wykonywanej pracy nadwornego malarza pod panowaniem Józefa Bonapartego i został oczyszczony z podejrzeń.
Na podstawie strojów postaci można zawęzić prawdopodobny okres powstania do lat 1814–1816. Istnieją także podobieństwa pomiędzy tymi dziełami a rysunkami z Albumu C i najpóźniejszymi rycinami z serii Okropności wojny datowanymi na lata 1815–1816. Walka byków w miasteczku prawdopodobnie powstała w tym samym czasie co seria rycin pt. Tauromachia wykonanych w latach 1815–1816. Obraz jest ściśle związany z najwcześniejszymi rycinami i ich rysunkami przygotowawczymi. Istnieje wyraźne podobieństwo pomiędzy przedstawioną sceną a ryciną nr 27 pt. Sławny Fernando del Toro za pomocą lancy zmusza zwierzę do posłuszeństwa.

## Opis obrazu
Scena przedstawia zorganizowaną w małej miejscowości popularną korridę. Z drewnianych belek zbudowano prowizoryczne ogrodzenie, wokół którego zebrali się liczni widzowie. Wyczuwalna jest atmosfera podekscytowania i oczekiwania. Obraz przedstawia jeden z najbardziej dramatycznych momentów korridy, kiedy konni pikadorzy zaczynają drażnić wciąż pełnego sił byka. Pikador na środku areny przygotowuje się do dźgnięcia wyraźnie spiętego i czujnego zwierzęcia. Ostry koniec lancy i rogi byka znajdują się w centrum sceny. Wokół rozmieszczeni są inni toreadorzy, a w tle ledwie zarysowany drugi pikador. Za areną widoczny jest szereg domów.
Obraz ma przemyślaną i nowatorską kompozycję: temat jest podjęty z opisowym naturalizmem fotograficznego ujęcia. Scena walki rozgrywająca się w centrum obrazu jest bardzo czytelna dzięki zróżnicowaniu postaci kolorami – byk, pikador na koniu i pomocnicy stanowią oddzielne plamy barw. Podobnie jak w Tauromachii otaczająca scenę publiczność jest ledwie naszkicowana. Drewniane ogrodzenie oddzielające widzów od areny jest doskonale widoczne, a w dalszej części kompozycji publiczność i domy rozmywają się. Oryginalny jest także punkt widzenia znajdujący się na wysokości loży, skąd widać pierwszy rząd widzów odwróconych plecami, arenę oraz budynki w oddali. Nie wiadomo dokładnie, o jakiej porze dnia rozgrywa się walka byków. Ciekawy jest sposób w jaki cień otacza arenę zarówno z lewej jak i z prawej strony, podczas gdy jej środek pozostaje najjaśniejszy. Artysta skupia w ten sposób uwagę widza na konfrontacji byka z pikadorem, a publiczność zamienia się w anonimową, monochromatyczną masę.

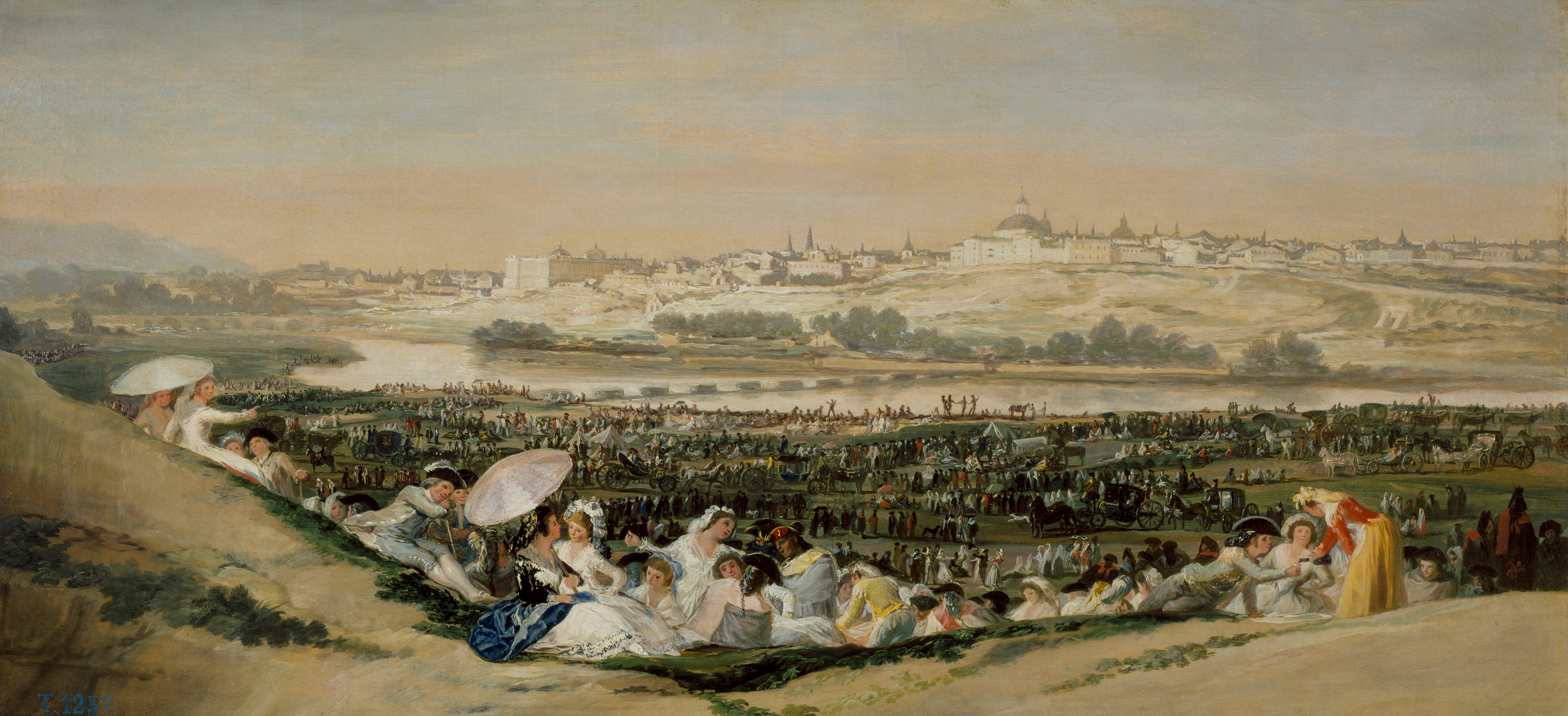
Łąka św. Izydora, 1788, Goya

Widzowie na pierwszym planie siedzą na stopniach tworzących półkole w układzie przypominającym Podzieloną arenę, również przedstawiającą korridę. W obu przypadkach światło pada z przeciwnej strony, przez co ich sylwetki są ciemne. Podobny układ postaci jest także widoczny na Łące św. Izydora, z zabudową w tle. Wszystkie postacie są zindywidualizowane, nawet te widoczne od tyłu, tak jak szeroka sylwetka mężczyzny w kapeluszu umiejscowionym dokładnie pod głową konia, tworzącą oś perspektywy i centralny punkt, wokół którego obraca się cała kompozycja. Na widowisko przybyło całe miasteczko, można zidentyfikować matkę karmiącą dziecko piersią, zakochaną parę, benedyktyna, mężczyzn i kobiety w strojach majos i majas oraz dzieci. Tylko po prawej stronie ciąg postaci odwróconych plecami jest przełamany przez kobietę, która szeroko otwartymi oczami patrzy na widza. Jej twarz odzwierciedla konsternację i koszmar spektaklu, w którym uczestniczy. Jest jedyną osobą świadomą brutalności walki byków i ogarniającego publiczność powszechnego szaleństwa. Podobną postać Goya wprowadził w Procesji biczowników. Obraz przedstawiający lokalne święto pozornie jest sceną rodzajową, a w rzeczywistości nowym ujęciem szaleństwa, które wydaje się motywem przewodnim tego cyklu.
Elías Tormo zrecenzował kopię z kolekcji baronowej de Areyzaga, eksponowaną na wystawie w Saragossie w 1908 roku. Enrique Lafuente Ferrari podaje, że malarz Francisco Lameyer wykonał wierne kopie wszystkich czterech obrazów z tej serii.

## Technika
Obrazy zostały namalowane na drewnianych deskach z twardego tropikalnego mahoniu pochodzącego z kolonii, być może z Kuby. Podobny nośnik został użyty do szkicu dzieła Święte Justa i Rufina z 1817 roku i Pogrzebu sardynki. Nie jest to wyrafinowany materiał, możliwe, że Goya wykorzystał deski ze skrzynek transportowych na cygara przywożone z kolonii. Dzięki radiografii obrazów wiadomo, że podstawa powstała z dwóch większych i dwóch mniejszych kawałków drewna połączonych w perfekcyjny sposób, aby uzyskać pożądane wymiary. Użycie takiego nośnika może także wskazywać na okres powojenny, kiedy brakowało materiałów do pracy malarskiej, a Goya miał zwyczaj ponownego wykorzystywania płócien i zamalowywania gotowych dzieł. Wszystkie obrazy zostały pokryte taką samą beżowopomarańczową podmalówką, która wyrównywała porowatą powierzchnię drewna. Podmalówka, która pokrywa całą powierzchnię deski Walki byków w miasteczku, pozostaje widoczna w wielu miejscach kompozycji i na brzegach deski.
Swoboda techniki jest wyróżniającą cechą tego obrazu. Goya pędzlem nakładał rozcieńczoną farbę w technice aguada zbliżonej do gwaszu, uzyskując cienkie i przezroczyste warstwy koloru. W innych miejscach stosował szybkie, ekspresyjne pociągnięcia pędzlem z dużą ilością farby. Kompozycja jest niemal monochromatyczna, zarówno publiczność, jak i toreadorzy zostali nakreśleni czarną farbą i ożywieni przyciągającymi wzrok akcentami koloru lub małymi, białymi pociągnięciami pędzla. Do dwóch widzów po prawej Goya użył rozcieńczonego karminu i niebieskiego. Postaci w tle zostały namalowane w niemal abstrakcyjny sposób, oszczędne pociągnięcia pędzlem są jednak precyzyjne, przez co nawet te oddalone osoby zyskują indywidualny charakter, np. mężczyzna, który wychyla się zza balustrady po prawej stronie i prowokuje byka, wymachując czapką lub chustką. Rząd domów w tle został wykonany lekkimi pociągnięciami pędzla w odcieniach szarości, które dają efekt rozmycia w powietrzu.

## Proweniencja
Właścicielem serii był zamożny bankier i kolekcjoner Manuel García de la Prada, przyjaciel Goi sportretowany przez malarza ok. 1805–1808 roku. Nie wiadomo jednak, kiedy i w jakich okolicznościach nabył obrazy. García de la Prada wyemigrował z Hiszpanii w 1812 roku i wrócił w 1821. Jeżeli obrazy powstały wcześniej, w okresie wojennym, mógł kupić je w Madrycie bezpośrednio od malarza. W innym razie nabył je po powrocie do kraju w okresie trzylecia liberalnego (1820–1823) lub tuż przed emigracją Goi do Francji w 1824 roku. Mógł też kupić je dopiero po śmierci Goi od jego syna Javiera. Inwentarz dzieł Goi sporządzony po jego śmierci w 1828 roku wymienia „cztery małe obrazy przedstawiające święta i zwyczaje” i prawdopodobnie odnosi się do tego cyklu. Przyjmując, że ta identyfikacja jest poprawna, seria nie została sprzedana za życia malarza; nie wiadomo, czy postanowił zatrzymać ją dla siebie, czy też nie znalazł kupca. Obrazy z pewnością należały do kolekcji Garcíi de la Prady w 1836 roku, kiedy wymienił je w swoim testamencie, zapisując Akademii św. Ferdynanda, razem z Pogrzebem sardynki. W swoim testamencie García de la Prada wspomniał, że obrazy te były „cenione przez profesorów [akademii]”. Ponieważ Goya był jej członkiem, często wystawiał tam swoje obrazy, być może również te były znane madryckiej uczelni. Jednak według Manueli Meny tematy tych obrazów i zawarta w nich krytyka były zbyt mocno związane z konserwatywnym rządem, aby Goya mógł przedstawić je w akademii lub sprzedać przed liberalnym trzyleciem. Wszystkie obrazy zostały włączone do kolekcji akademii w grudniu 1839, po śmierci właściciela.
Obraz został wybrany do ilustrowanego zbioru najważniejszych dzieł Akademii św. Ferdynanda (Cuadros selectos de la Real Academia de Bellas Artes de San Fernando) wydanego w 1885. W tym celu malarz José María Galván wykonał rysunek i rycinę na podstawie obrazu.